# Inkalilje-familien
Inkalilje-familien (Alstroemeriaceae) er en lille familien med 5 slægter og ca. 200 arter, der er udbredt i Mellem- og Sydamerika. Det er urteagtige, opretvoksende planter eller lianer med jordstængler. Bladene er linje- eller lancetformede og forholdsvis brede i forhold til andre enkimbladede planter. Blomsterne er 3-tallige og regelmæssige eller svagt uregelmæssige. Frugterne er kapsler med mange frø.
| Slægter |

- Inkalilje  (Alstroemeria)
- Bomarea
- Drymophila
- Leontochir
- Luzuriaga
- Schickendantziella

## Galleri
|  |  |  |  |